# ثنائي أكسيد اليورانيوم
ثنائي أكسيد اليورانيوم (أو أكسيد اليورانيوم الرباعي) هو مركب كيميائي من عنصري اليورانيوم والأكسجين، له الصيغة الكيميائية UO2، ويكون على شكل مسحوق بلوري أسود اللون.

## التحضير
يحضر ثنائي أكسيد اليورانيوم من اختزال ثلاثي أكسيد اليورانيوم (أكسيد اليورانيوم السداسي) بواسطة الهيدروجين عند درجات حرارة تبلغ حوالي 450 °س:
{\displaystyle \mathrm {UO_{3}+H_{2}\ {\xrightarrow {450\ ^{\circ }C}}\ UO_{2}+H_{2}O} }

## الخواص
للمركب بنية مشابهة لبنية الفلوريت (فلوريد الكالسيوم) حيث تحاط كل ذرة يورانيوم بثمان ذرات أكسجين في نظام بلوري مكعب مشابه لبنية مركب ثنائي أكسيد السيريوم.
يتأكسد المركب بالأكسجين إلى مركب ثماني أكسيد ثلاثي اليورانيوم U3O8:
{\displaystyle \mathrm {3UO_{2}+O_{2}\ {\xrightarrow {700\;^{\circ }C}}\ U_{3}O_{2}} }
يزداد معدل تفاعل الأكسدة بوجود الماء.

## الاستخدامات

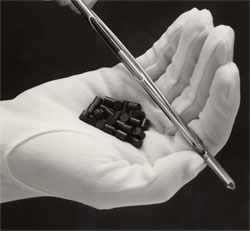
حبيبات من ثنائي أكسيد اليورانيوم تستخدم كوقود نووي

يستخدم ثنائي أكسيد اليورانيوم كوقود نووي في المفاعلات النووية وذلك غالباً على شكل حبيبات.
كان المركب يستخدم في الماضي لإضافة اللون الأسود في تزجيج الخزف.

## معرض صور

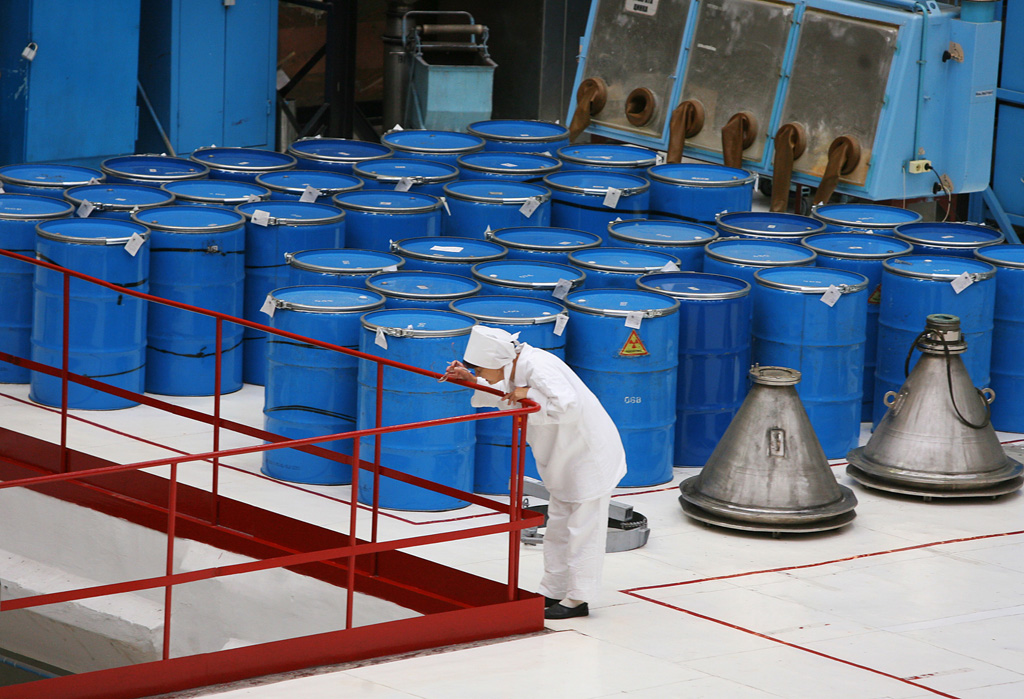
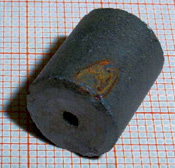
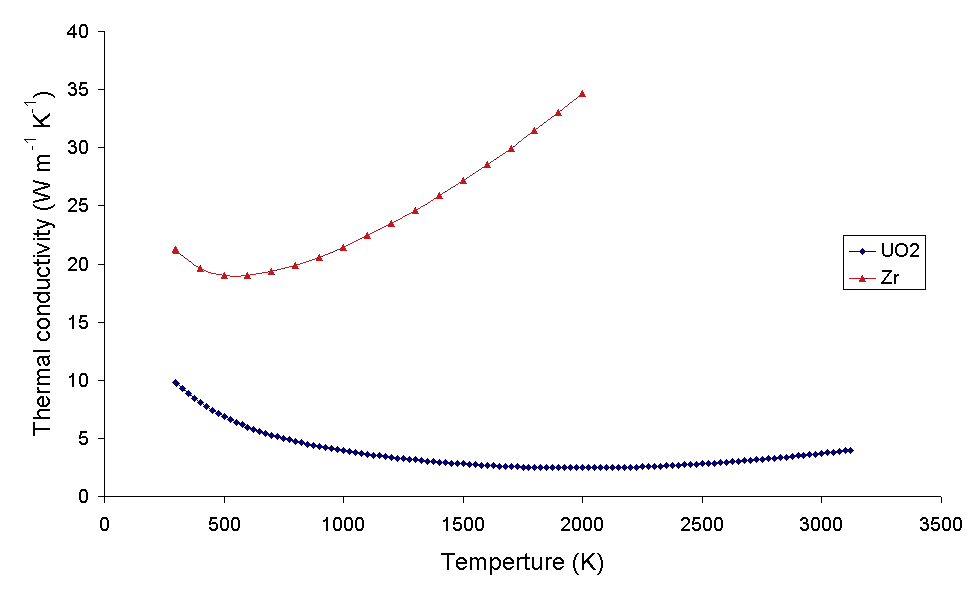